# Financiamento climático na Bolívia
O financiamento climático na Bolívia visa a adaptação e a mitigação dos efeitos das mudanças climáticas que atingem o país. Dentre as causas dessas mudanças, destacam-se o desmatamento, a escassez hídrica e incêndios florestais.

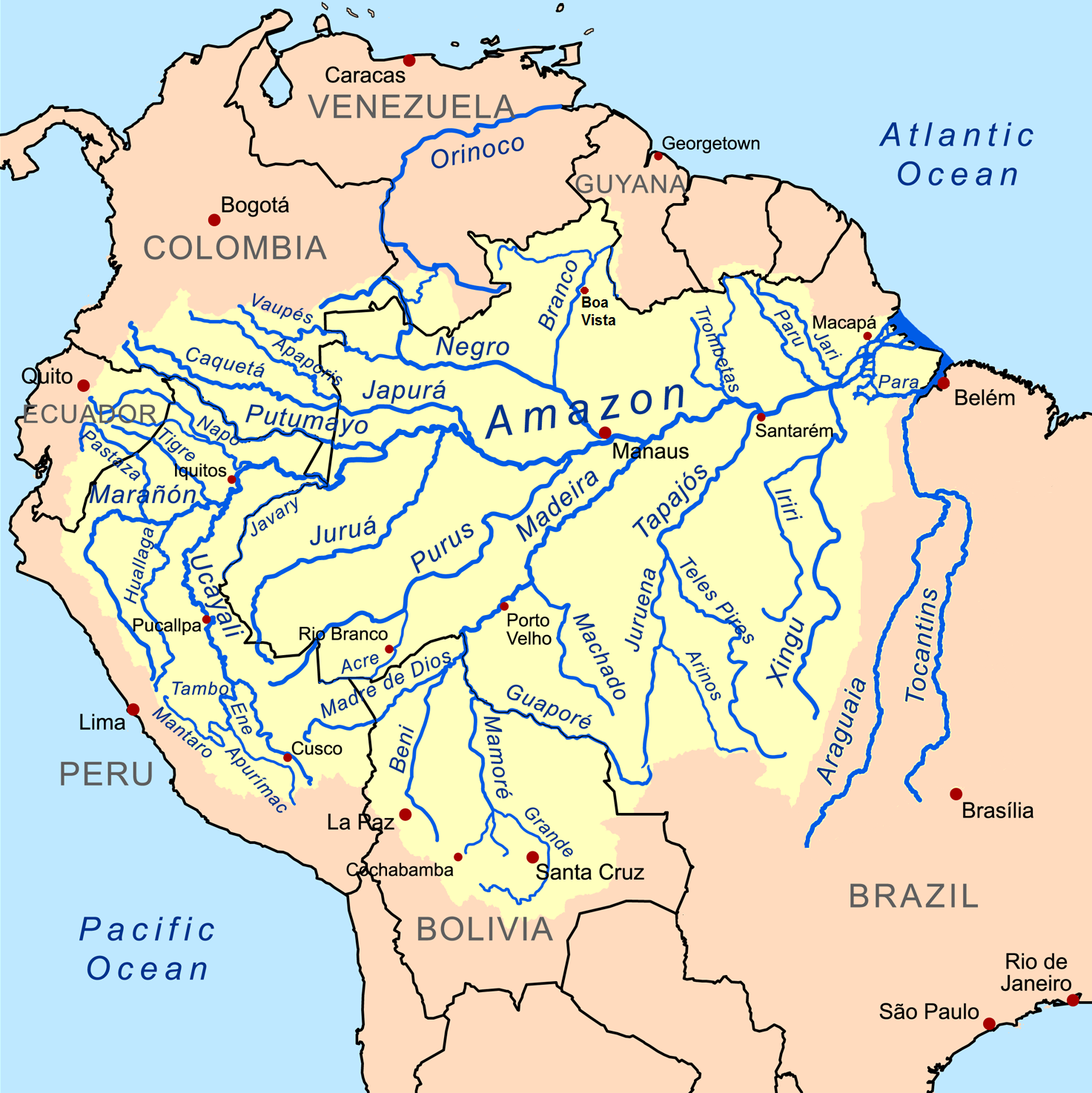
A Bacia Amazônica, uma das principais fontes de abastecimento de água na Bolívia e alvo de programas de gestão eficiente de recursos hídricos.

Rica em biodiversidade, em 2021 a Bolívia ocupava o décimo lugar dos países mais vulneráveis do mundo segundo o Índice Global de Risco Climático, com uma perda de 0,76% por unidade em seu PIB. A Bolívia conta com iniciativas e fundos de financiamento públicos, privados e intergovernamentais:10-11 para atingir as metas estabelecidas em sua Contribuição Nacionalmente Determinada no prazo de 2021 a 2030, sendo que, uma de suas prioridades para este intervalo é a gestão eficiente dos recursos hídricos, alinhada com a proteção e a restauração de fontes de água.:XIII-XIV
No setor energético, o país busca a neutralidade de carbono até 2050, conforme debatido em reunião do Fórum de Transição Energética Bolívia 2050 em junho de 2024. A meta representa um desafio nacional, já que 70% da energia no país vem de fontes não renováveis, em contrapartida, o objetivo é que 75% do seu fornecimento de energia seja de fontes renováveis em 2050.
A Bolívia está entre os países mais biodiversos do mundo, com mais de 20 mil espécies distribuídas em diferentes condições climáticas, geológicas e altitudes que variam entre 70 até 6542 metros sobre o nível do mar,:4 sendo que 5102 espécies são endêmicas. O desmatamento para agropecuária e agricultura é uma das principais causas de perda de biodiversidade no país, que registrou 696 mil hectares desmatados em 2023, em que 491 mil hectares correspondem a florestas primárias, segundo o Global Florest Watch.
Incêndios florestais também são um problema ambiental recorrente na Bolívia. No período de 2001 a 2023, mais de 2 milhões de hectares de florestas foram devastados por incêndios no ano de 2019, 59% da cobertura vegetal perdida foi causada por incêndios. Levantamentos preliminares do governo local apontam que, em 2024, a área dos incêndios pode ter chegado a 9,8 milhões de hectares.
Com uma economia dependente da exploração de recursos naturais, a mineração é um dos setores mais rentáveis para o país que, em 2022, foi o quinto maior produtor mundial de prata; o sexto de estanho; o sexto de zinco e o oitavo de chumbo. Entretanto, a atividade econômica causa um impacto significativo no meio ambiente, como a contaminação da água, o desmatamento e a erosão.
Atrelada ao uso de mercúrio na mineração do ouro, a degradação dos recursos hídricos é uma vulnerabilidade boliviana que se agrava ainda mais com as secas. Com 65% do território nacional na Bacia Amazônica, esta é uma das fontes de abastecimento de água mais importantes do país. Entretanto, a contaminação por mercúrio afeta os rios da região, como o Rio Beni, cujo índice de mercúrio está muito além do recomendado, "a Organização Mundial da Saúde (OMS) indica que o limite de mercúrio no corpo humano é de 1 parte por milhão. Na bacia do Beni, a média é de 7 a 8 partes por milhão, enquanto as faixas mais altas são de 27 partes por milhão", segundo Ruth Alipaz, representante da Coordenadoria Nacional de Defesa de Territórios Indígenas Originários Camponeses e Áreas Protegidas. A contaminação dos rios é também uma ameaça para os povos indígenas que dependem dos recursos hídricos para a sua subsistência.
O lago Poopó, segundo maior lago da Bolívia e utilizado para pesca e cultivo pela comunidade local, evaporou devido às mudanças climáticas ocasionadas pelo mau uso de recursos hídricos, ilustrando o impacto da seca no departamento de Oruro.
Como consequência das mudanças climáticas, o derretimento de geleiras é mais uma preocupação na Bolívia, país que concentra em torno de 20% do total de geleiras tropicais. A geleira do pico Chacaltaya, antigamente uma estação de esqui, desapareceu totalmente em 2009, ainda antes da previsão inicial (2015).
O levantamento de recursos financeiros para mitigar o impacto das mudanças climáticas é conduzido nacionalmente pelas seguintes legislações:
- Lei n.° 71 de 21 de dezembro de 2010, Ley de Derechos de la Madre Tierra (lit.  "Lei dos Direitos da Mãe Natureza") - reconhece os direitos do meio ambiente e de seres vivos além das obrigações do Estado e sociedade para garantir os mesmos,[27]:22 institui o conceito de "Mãe Natureza" como algo sagrado. Também torna dever do Estado "exigir, ao nível internacional, o reconhecimento da dívida ambiental por meio do financiamento e da transferência de tecnologias limpas e eficazes que sejam compatíveis com os direitos da Mãe Natureza" (art. 8º).[28]
- Lei n.º 300, de 15 de outubro de 2012, Marco de la Madre Tierra y Desarrollo Integral para Vivir Bien (lit.  "Marco da Mãe Natureza e Desenvolvimento Integral para Viver Bem") - um dos marcos legislativos para o desenvolvimento sustentável, cria a Autoridade Plurinacional da Mãe Natureza e concede a entidade diversas funções de gestão, administração, planejamento e elaboração de políticas públicas, incluindo a "transferência de recursos financeiros relacionados aos processos e à dinâmica das mudanças climáticas";[29]
- Lei N° 777 de 21 de janeiro de 2016 - estabelece o Sistema de Planejamento Integral do Estado (SPIE), com planos políticas públicas responsáveis pela gestão de risco e mudanças climáticas.[30][8]:10

Quatro prioridades em financiamento climático foram defendidas na COP29 pela ministra de relações exteriores da Bolívia, Celinda Sosa Lunda:
- Acesso simplificado ao financiamento, para que a implementação dos recursos tenha rapidez e eficiência;
- Financiamentos internacionais que priorizem doações aos países em desenvolvimento, ao invés de empréstimos;
- Criação de um fundo de perdas e danos, em que países desenvolvidos forneçam apoio direto aos países em desenvolvimento que já enfrentam efeitos mais graves das mudanças climáticas;
- Uma Nova Meta Coletiva Quantificada de Financiamento Climático (NCQG, na sigla em inglês) adaptada às necessidades dos países em desenvolvimento e à capacidade dos países desenvolvidos de cumpri-la.

Um dos países signatários do Acordo de Paris, a Bolívia estabelece suas estratégias de financiamento climático com base em sua Contribuição Nacionalmente Determinada, que conta com metas para serem alcançadas até 2030, como a gestão eficiente dos recursos hídricos, alinhada com a proteção e a restauração de fontes de água.:XIII-XIV
Apesar de possuir leis e fundos administrados por órgãos nacionais, o financiamento público nacional para o setor de mudanças climáticas na Bolívia ainda é escasso. Conforme dados do Ministério de Economia e Finanças Públicas para 2023, o percentual de recursos destinados às mudanças climáticas correspondia apenas a 1,4% do Orçamento Geral do Estado.

### Autoridade Plurinacional da Mãe Natureza
Conforme disposição da Lei n.º 300 de outubro de 2012, a Autoridad Plurinacional de la Madre Tierra (lit.  "Autoridade Plurinacional da Mãe Natureza") ou APMT é um dos principais mecanismos públicos nacionais de administração de recursos para mitigação e adaptação às mudanças climáticas.:11 No âmbito de sua atuação, estão programas de proteção à natureza e qualidade de vida, divididos conforme seu objetivo principal (adaptação, mitigação ou ambos) além da elaboração da Política Plurinacional de Mudanças Climáticas que guiará como os programas serão desenvolvidos, implementados e impulsionados.:19

### Fundo de Investimento Social e Produtivo
O Fondo de Inversión Productiva y Social (lit.  "Fundo de Investimento Social e Produtivo") está sob a administração do Ministério de Planejamento do Desenvolvimento e recebe recursos do Tesouro Nacional para administrar projetos de desenvolvimento socioeconômico. Apesar de ser um fundo com iniciativas em diversos setores, também conta com investimentos em projetos de segurança hídrica.:58

### Fundo Nacional de Desenvolvimento Florestal
O Fondo Nacional de Desarrollo Forestal (lit.  "Fundo Nacional de Desenvolvimento Florestal") ou FONABOSQUE, sob administração do Ministério do Meio Ambiente e Água, é responsável por projetos de preservação e uso sustentável de florestas.:58 Projetos de preservação de bacias hidrográficas, reflorestamento e corredores ecológicos são alguns dos mecanismos de ação do fundo, que também conta com parcerias de financiamento privado.
Iniciativas de financiamento climático na Bolívia recebem recursos de diversos fundos privados nacionais e internacionais, tais como o Banco de Desarollo Productivo que, em 2024, conseguiu um credenciamento em parceria com o Fundo Verde para o Clima, garantindo acesso do país a 50 a 250 milhões de dólares em recursos para mitigação e adaptação das mudanças climáticas em diversos setores.

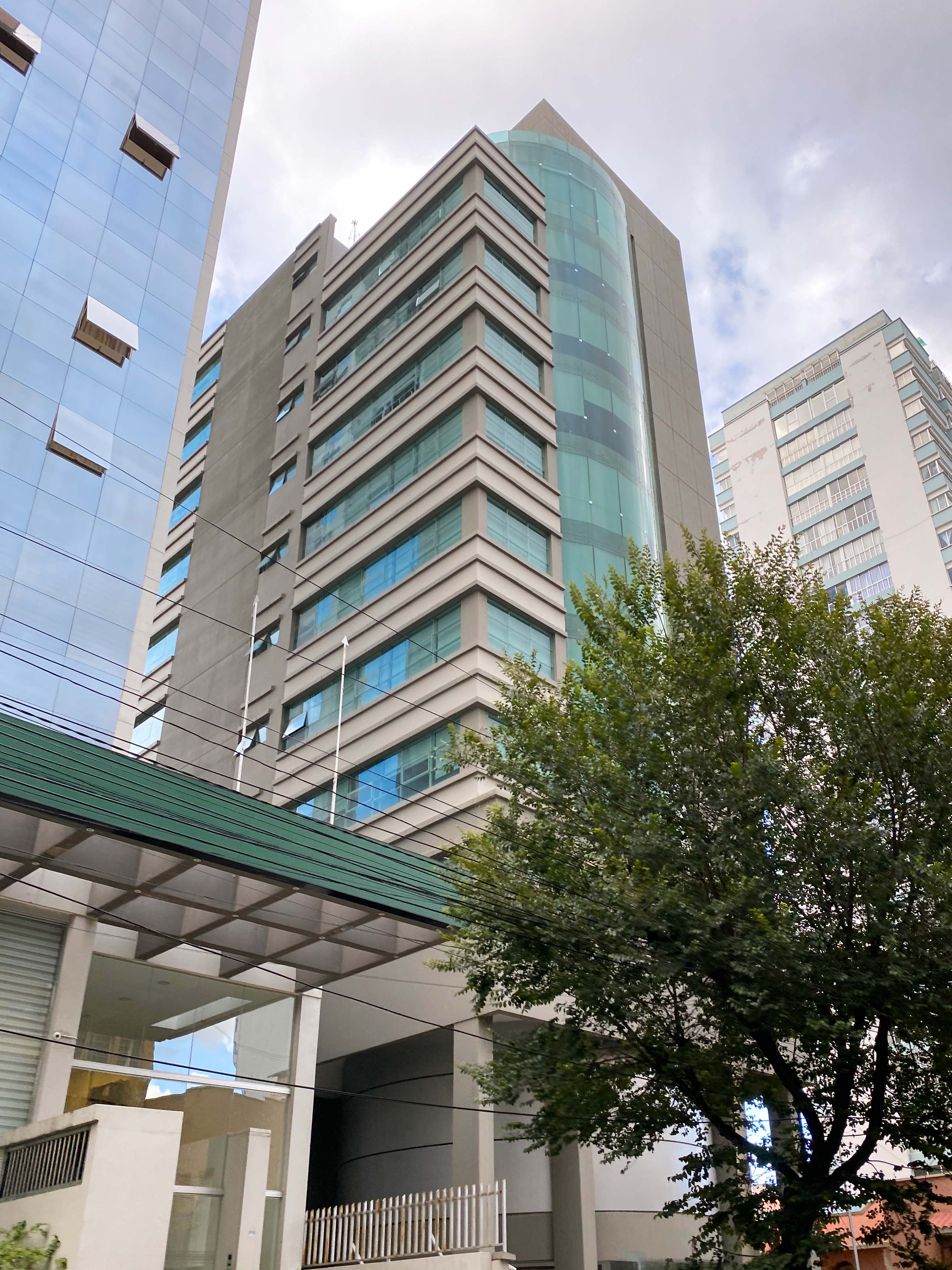
Sede da Bolsa de Valores Boliviana, administradora de mecanismos de investimentos em projetos sustentáveis.

Financiamentos concessionados para iniciativas verdes de pequenas e médias empresas são intermediados pelo Banco de Desarollo Productivo, que conta com um programa de finanças sustentáveis. O valor fornecido pelo programa até dezembro de 2023 era de 91 milhões de bolivianos para projetos de eficiência energética, produção limpa e economia circular.:4
A Bolsa de Valores Boliviana (BBV) considera as finanças sustentáveis de vital importância para a sobrevivência. Diante disso, a BBV administra Títulos Temáticos, divididos em Títulos verdes ou Green bonds; Títulos Sociais e Títulos Sustentáveis, para projetos em eficiência energética, prevenção e controle da poluição, gerenciamento sustentável de recursos naturais, conservação da biodiversidade, transporte limpo, gerenciamento hídrico sustentável, adaptação às mudanças climáticas, economia circular e construções verdes conforme com padrões ou certificações reconhecidos.
As organizações sem fins lucrativos como Instituciones Financieras de Desarrollo (lit.  "Instituições Financeiras de Desenvolvimento") ou IFDs também fornecem suporte para iniciativas de preservação do meio ambiente, geralmente com uma linha de atuação única, com enfoque em um dos setores das metas estabelecidas na Contribuição Nacionalmente Determinada (agricultura e agropecuária, energia, florestas, recursos hídricos, etc.).:10
Para que o país atinja as metas previstas na atualização da CND 2021-2030, o valor total estimado em investimentos no setor climático é de US$ 14 bilhões.:164 Os fundos internacionais têm papel de suma importância para a o sucesso de tais metas, conforme o Orçamento Geral do Estado Plurinacional de 2022, 48% dos US$ 778,5 milhões para investimentos públicos nos setores priorizados pela CND provém de fontes externas.:166
A cooperação internacional provém de fontes diversificadas, das quais destacam-se:
- Fundo Verde para o Clima - dispõe de recursos intermediados pelo Banco de Desarollo Productivo. O fundo já financiou U$D 82,6 milhões em três projetos para mudanças climáticas até abril de 2025;[47]
- Banco Mundial - em 2024, a Bolívia recebeu um empréstimo de US$ 118,5 milhões do BM para investimentos no setor rodoviário com o Programa de Resiliência Climática do Setor Rodoviário.[48] Outros projetos incluem o gerenciamento de recursos hídricos em 256 municípios e energia sustentável para 141 mil pessoas;[49]
- Fundo Global para o Meio Ambiente - o fundo já financiou 14 projetos a nível nacional, que representam mais de US$ 70 milhões em recursos;[50]
- Banco de Desenvolvimento da América Latina (CAF) - a Bolívia é um dos países integrados ao CAF desde 1970 e, em 2023, representou 8,4% da carteira de empréstimos investimentos patrimoniais, avais e garantias da instituição;[51]
- Sociedade Alemã de Cooperação Internacional (GIZ) - o governo da Alemanha fornece apoio financeiro para desenvolvimento sustentável na Bolívia através da GIZ desde 1962, priorizando os setores de abastecimento de água potável e saneamento básico, desenvolvimento rural e meio ambiente e energia;[52][53]
- Euroclima - uma das atuações recentes da iniciativa da União Europeia na Bolivia é a mitigação de incêndios florestais no período de fevereiro a dezembro de 2024;[54]
- Fundo Plurinacional da Mãe Natureza - o fundo é um mecanismo da APMT que administra recursos nacionais e também é responsável por captar recursos internacionais, em parceria com o Vice-Ministério de Investimento Público e Financiamento Externo (VIPFE);[27]:11
- LEAF Coalition - a parceria entre governos e o setor privado atua na Bolívia para "interromper o desmatamento e a degradação das florestas tropicais e subtropicais até 2030".[44]:141

### Energia

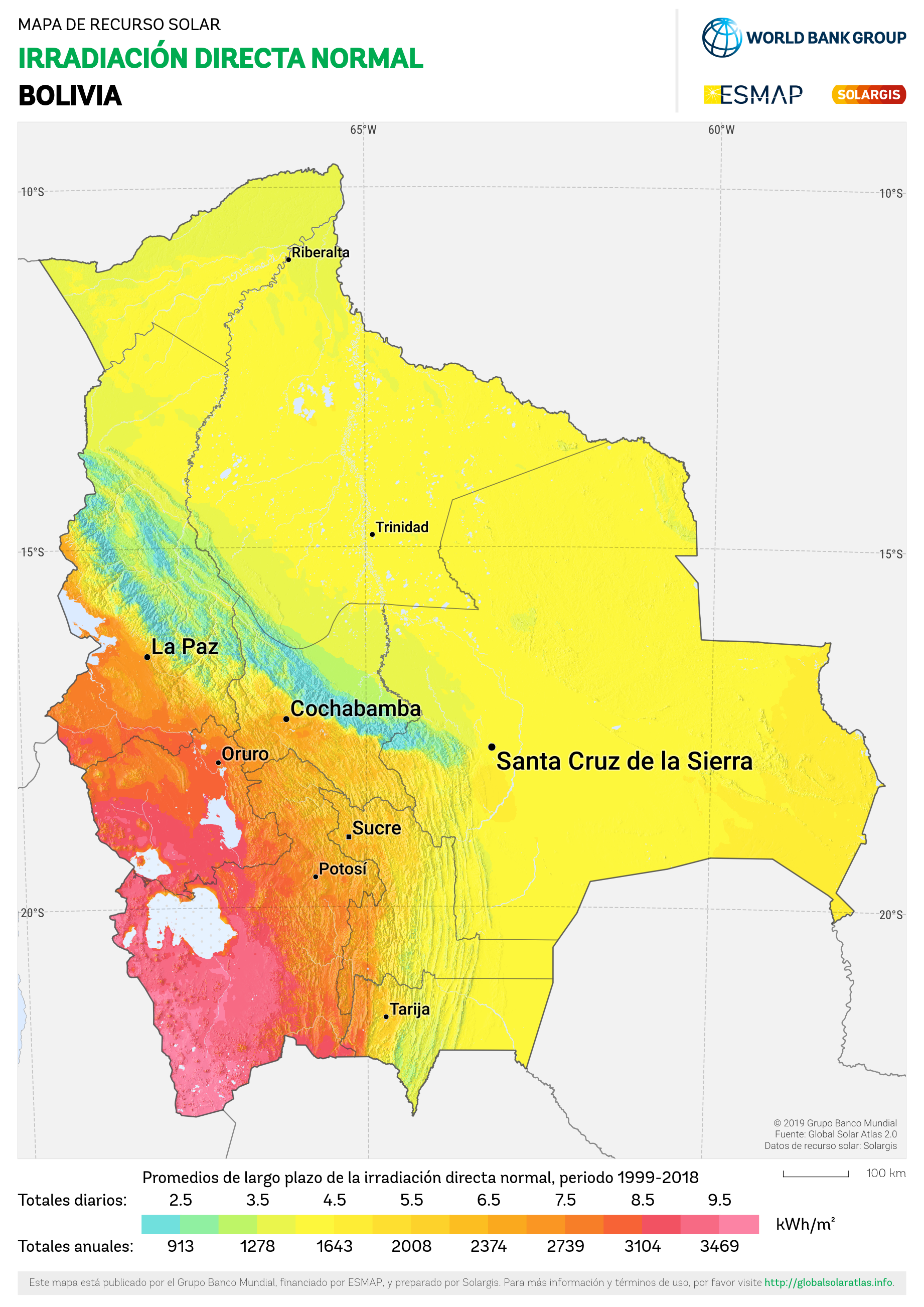
Mapa da média de longo prazo dos totais diários e anuais da irradiação solar normal direta (DNI) na Bolívia. O potencial fotovoltaico do Planalto Boliviano é um dos maiores do mundo.

Prioridade na atualização da CND, a transição energética é alvo de vários projetos de geração de energia renovável. O país busca a neutralidade de carbono até 2050, conforme debatido em reunião do Fórum de Transição Energética Bolívia 2050 em junho de 2024. Entretanto, no mesmo ano, foi constatado que 70% da energia no país vem de fontes não renováveis, em contrapartida, o objetivo é que 75% do seu fornecimento de energia seja de fontes renováveis em 2050.
Com a cooperação internacional, a Bolívia conseguiu implementar novos projetos no setor energético, como o Projeto de Melhoria do Acesso Sustentável à Eletricidade - IDTR III apoiado pelo Banco Mundial, que prevê 9.000 sistemas individuais de energia solar doméstica e 350 sistemas de energia solar em instituições públicas, alcançando em torno de 141 mil pessoas..
O governo da Alemanha, através da GIZ, forneceu um financiamento de 5 milhões de euros para o projeto de fortalecimento da transição energética na Bolívia (ProTransición), que deve ser executado entre 1 de julho de 2024 e 30 de junho de 2027.
O setor público nacional também contribui com uma parcela significativa no processo de transição energética, com 9,9 milhões de bolivianos investidos em energias renováveis entre 2021 e 2024. A hidrelétrica do rio Ivirizu é um dos principais projetos financiados no período, visando a geração de 290,2 megawatts (MW) de energia renovável para o Sistema Interconectado Nacional.
Conforme levantamento da AMPT de junho de 2024, o setor energético boliviano já cumpriu 22% das 10 metas estabelecidas na CND para 2030.:1 Neste cenário, a meta com maior avanço (80%) é a interconexão de 5 sistemas isolados ao Sistema Interconectado Nacional.:19

### Água
Em sua atualização da CND, a Bolívia apresentou oito metas relacionadas à segurança dos recursos hídricos, classificadas como metas de adaptação às mudanças climáticas.:12 Segundo o levantamento realizado em 2024, apenas 9,08% das metas para 2030 foram cumpridas até então,:1 sendo que, a meta com maior avanço (54,84%) é a implementação de "31 instrumentos de planejamento para a gestão de bacias hidrográficas prioritárias" até 2030.:35

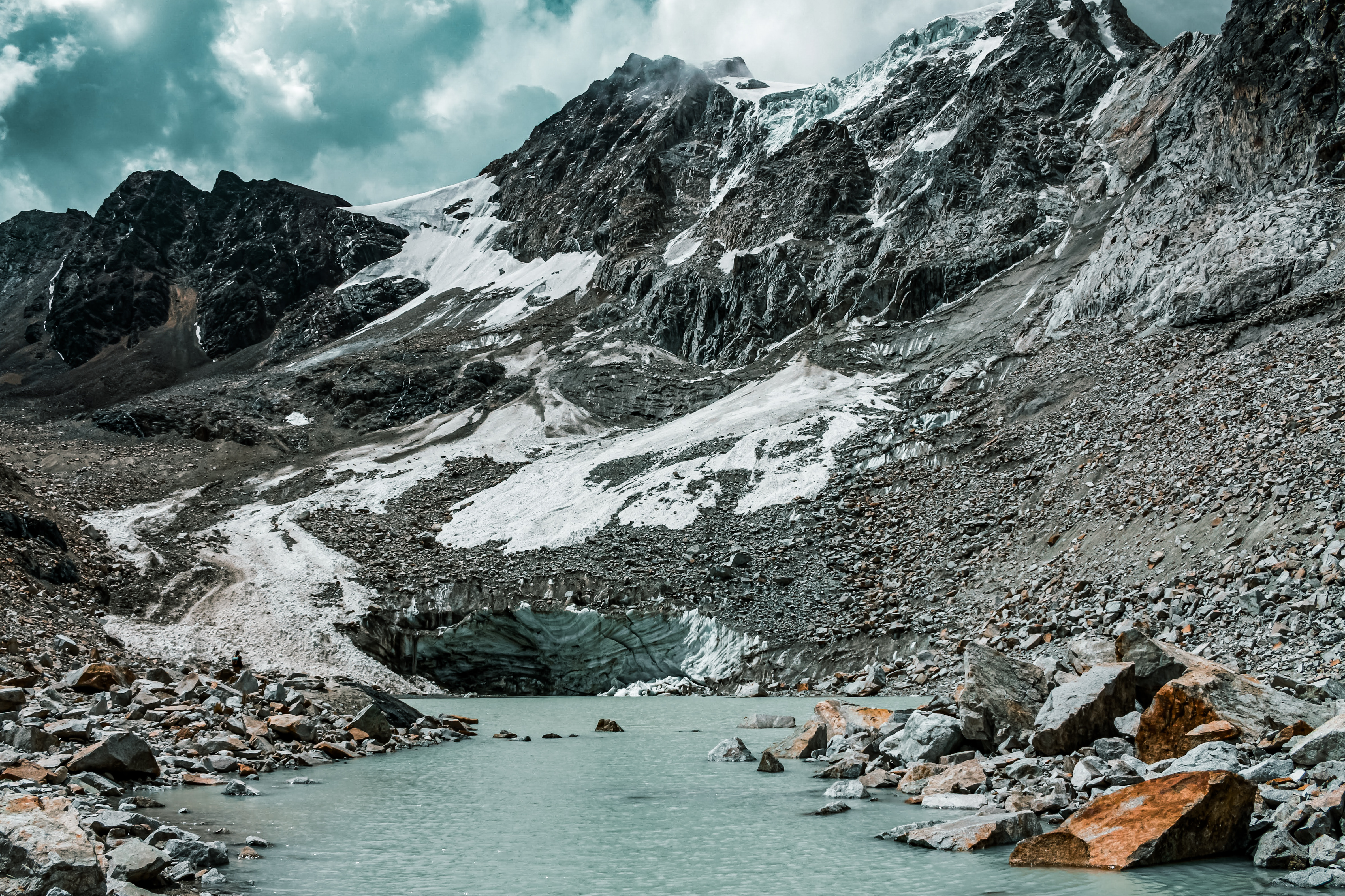
Geleira Itália, uma das cadeias de geleiras em torno do Huayna Potosi, pico onde são conduzidos estudos para melhoria no abastecimento de água. Caso continue perdendo sua cobertura de gelo, o Huayna Potosi pode desaparecer dentro de 60 anos.

Em 2024, o Banco de Desenvolvimento da América Latina anunciou a aprovação de um financiamento de US$ 240 milhões para o programa Presas Resilientes (lit.  "Barragens Resilientes"), administrado pelo Ministério do Meio Ambiente e Recursos Hídricos da Bolívia. O intuito do financiamento é aumentar a área de distribuição de água e benefiar 15 mil famílias no país.
O derretimento de geleiras é outro fator que afeta o abastecimento de água no país. Em parceria com a Organização das Nações Unidas para Alimentação e Agricultura e a Agência Internacional de Energia Atômica, o governo boliviano iniciou estudos em 2022 para descobrir como as zonas úmidas de alta altitude podem regular os níveis de água conforme as geleiras desaparecem.
Projetos para ampliar a distribuição de recursos hídricos na zona rural boliviana também fazem parte da agenda 2021-2030. Em abril de 2025, a APMT anunciou a inauguração de um sistema de bombeamento solar que transporta água potável para a comunidade de Icarana.

### Florestas
A Bolívia cumpriu 11,46% das sete metas estabelecidas para o setor de florestal na CND para 2030, conforme dados da AMPT em 2024.:1 A meta que apreseta maior avanço é o dobro da "produção de produtos florestais não madeireiros em comparação com a média de 2016-2020" para 2030, com 28,30% de progresso na data do estudo.:27
Em 2019, a União Europeia anunciou um crédito de 2,5 milhões de euros para a Bolívia. No setor de florestas, o recurso foi destinado para a a gestão da Amazônia boliviana e manejo e restauração de florestas em ambientes produtivos.
A incidência de incêndios florestais é alta no país, que declarou situação de emergência em 2024, recebendo ajuda internacional para mitigar os danos causados em uma área superior a 9,8 milhões de hectares.
Em 2024, através de um programa de conservação de bofedais, a Bolívia orientou mais de 1400 produtores rurais acerca da conservação e manejo responsável do solo das regiões do ecossistema que abrange oito municípios do altiplano andino.
A Bolívia enfrenta críticas quanto a falta de transparência e dificuldade de acesso aos resultados dos investimentos para adaptação e mitigação das mudanças climáticas.:17-18 Este é o caso dos recursos direcionados ao setor agropecuário, que compreende sete metas na atualização da CND. Segundo o levantamento do progresso das metas estabelecidas até 2023, "a ausência de dados de progresso dificulta a avaliação do impacto das medidas implementadas. A melhoria dos sistemas de coleta de dados é fundamental para entender melhor a eficácia das estratégias e ações implementadas".:40
A falta de investimento estatal também causa repercursão negativa no país, que anunciou redução de 10% nos recursos do Ministério do Meio Ambiente e Água em 2024.
Para atrair investidores externos, que são cruciais para o cumprimento de metas de longo prazo, o Ministério de Hidrocarbonetos e Energia da Bolívia destacou no Fórum de Transição Energética Bolívia 2050 que a elaboração dos projetos precisa de melhorias. Foi ressaltada a necessidade dos projetos apresentarem como podem contribuir para a mitigação e adaptação das mudanças climáticas e terem objetivos claros de redução de emissões.
Priorizando a transição energética, também está definida a meta de mudança da matriz energética do país, alcançando 75% de geração de energia renovável até 2050. Visando atingir a meta, a Bolívia destinou 5,9 bilhões de bolivianos para setor energético em 2025.
A venda de créditos de carbono é uma das estratégias bolivianas para conter o desmatamento e incêndios florestais até 2030. No fim de 2024, o país anunciou a venda de US$ 5 bilhões de dólares em créditos.
- Água potável e saneamento na Bolívia
- Incêndio florestal na Bolívia em 2019

1. 1 2  «Política Nacional de la calidad del agua para consumo humano: Cartilla de capacitación para las áreas técnica y social» (PDF). PERIAGUA - Línea de trabajo: Calidad del Agua Potable (em espanhol). Autoridad de Fiscalización y Control Social de Agua Potable y Saneamiento Básico. Março de 2016. p. 2. Consultado em 28 de abril de 2025
2. ↑  «El Programa de Acciones Estratégicas (PAE)». Proyecto Cuenca Amazónica (em espanhol). Consultado em 28 de abril de 2025
3. 1 2  «Bolívia venderá US$ 5 bi em créditos de carbono para conter desmatamento». CNN Brasil. Consultado em 28 de abril de 2025
4. 1 2  «CAF aprova crédito para melhorar a segurança hídrica na Bolívia». www.caf.com. Consultado em 28 de abril de 2025
5. 1 2  Nash, Matthew H. (28 de julho de 2022). «The 200 Most (& Least) Biodiverse Countries». The Swiftest (em inglês). Consultado em 28 de abril de 2025
6. ↑  Eckstein, David; Künzel, Vera; Schäfer, Laura (25 de janeiro de 2021). «Global Climate Risk Index 2021» (PDF). Germanwatch (em inglês). p. 8. Consultado em 28 de abril de 2025
7. 1 2 3 4 5 6  Verduguez, Alexandra Ohnes (Outubro de 2023). «Financiamiento Climático: Compendio de fuentes para proyectos con enfoque medio ambiental» (PDF). Biblioteca Virtual de la Cooperación Alemana (em espanhol). Santa Cruz, Bolívia. Consultado em 28 de abril de 2025
8. 1 2 3 4  «Actualización de la Contribución Nacionalmente Determinada (CND) del Estado Plurinacional de Bolivia» (PDF). UNFCCC (em espanhol). Estado Plurinacional de Bolivia
9. 1 2  Corral, María Josefa (28 de junho de 2024). «Foro Transición Energética Bolivia 2050: Transformación con Inversiones, Tecnología y Financiamiento.». OLADE (em espanhol). Consultado em 28 de abril de 2025
10. 1 2 3  «Bolívia aposta na transição energética com 75% de geração renovável projetada para 2050». BNamericas. 10 de março de 2025. Consultado em 28 de abril de 2025
11. 1 2  Acebey, Fabiana Argandoña, Carla Olmos, Diego Leonel Calderón (14 de maio de 2024). «How much is known about Bolivia's biodiversity?». SDSN Bolivia (em inglês). Consultado em 28 de abril de 2025
12. ↑  «V Informe Nacional CDB – Convenio de Las Naciones Unidas Sobre la Diversidad Biológica» (PDF). Estado Plurinacional de Bolivia. Informe Nacional CDB (em espanhol) (V): 3. 2015. Consultado em 28 de abril de 2025
13. ↑  «Bolivia Deforestation Rates & Statistics | Primary Forest loss in Bolivia». Global Forest Watch (em inglês). Consultado em 28 de abril de 2025
14. ↑  «Bolivia Deforestation Rates & Statistics - Tree cover loss in Bolivia». Global Forest Watch (em inglês). Consultado em 28 de abril de 2025
15. 1 2  «Bolivia Deforestation Rates & Statistics - Tree cover loss due to fires in Bolivia». Global Forest Watch (em inglês). Consultado em 28 de abril de 2025
16. 1 2  Tamayo, Iván (13 de dezembro de 2024). «Balance ambiental de Bolivia en 2024: fuego devasta más de 10 millones de hectáreas de bosque, deforestación no se detiene y minería ilegal sigue dañando ríos». Mongabay (em espanhol). Consultado em 28 de abril de 2025
17. 1 2  «Minería en Bolivia: Estructura actual de la industria». Identec Solutions (em espanhol). 28 de outubro de 2024. Consultado em 28 de abril de 2025
18. ↑  Deheza, Pablo. «Minería: su histórica vigencia en Bolivia». La Razón (em inglês). Consultado em 28 de abril de 2025
19. ↑  «Apéndice - Bolivia» (PDF). Fundación Amigos de la Naturaleza. Map Biomas [Amazonia] (em espanhol) (4): 3. Novembro de 2022. Consultado em 29 de abril de 2025
20. ↑  «"Sem água não há vida": os rios da Amazônia boliviana». Movimento Mundial pelas Florestas Tropicais. 12 de setembro de 2022. Consultado em 28 de abril de 2025
21. ↑  Vasconcelos, Mateus Dias (19 de novembro de 2024). «"A mineração é uma das armas mais letais para extinguir os povos indígenas". Entrevista com Ruth Alipaz». Instituto Humanitas Unisinos. Consultado em 28 de abril de 2025
22. ↑  Machicao, Monica; Limachi, Santiago (10 de agosto de 2021). «O lago Poopó, na Bolívia, seca e os cientistas temem que seja improvável que volte a se encher». El País Brasil. Consultado em 28 de abril de 2025
23. ↑  Tamayo, Iván (14 de janeiro de 2025). «Desafíos ambientales para Bolivia en 2025: cuidar la naturaleza en plena crisis política y económica». Mongabay (em espanhol). Consultado em 28 de abril de 2025
24. 1 2  Gouverneur, Cédric (agosto de 2020). «Bolivia se enfrenta a la agonía de sus glaciares» (PDF). Le Monde diplomatique en español (em espanhol). Consultado em 28 de abril de 2025
25. ↑  Ramírez, Edson (2007). «Impacto del Cambio Climático sobre la Disponibilidad de Recursos Hídricos». Retroceso de los Glaciares y Recursos Hídricos en Bolivia - De la Investigación a la Acción (PDF) (em espanhol). La Paz, Bolívia: Instituto Boliviano de la Montaña. p. 19
26. ↑  Carvalho, Priscila (28 de dezembro de 2023). «Mudanças climáticas: a história da estação de esqui mais alta do mundo, que fechou por falta de neve». BBC News Brasil. Consultado em 28 de abril de 2025
27. 1 2 3  «Informe País de Financiamiento para Cambio Climático: Bolivia». Fundación Jubileo (em espanhol). Consultado em 28 de abril de 2025
28. ↑  Bolívia, Lei nº 71, de 21 de dezembro de 2010, art. 8º. Ley de Derechos de la Madre Tierra. Diário Oficial.
29. ↑  Bolívia, Lei nº 300, de 15 de outubro de 2012, art. 53.
30. ↑  Bolívia, Lei nº 777, de 21 de janeiro de 2016, art. 18º. Ley del Sistema de Planificación Integral del Estado.
31. ↑  «Bolivia propone en la COP29 cuatro prioridades para que los financiamientos climáticos respondan a las verdaderas necesidades». Ministerio de Relaciones Exteriores (em espanhol). 12 de novembro de 2024. Consultado em 28 de abril de 2025
32. ↑  Choque-Sánchez, Edison; Camacho, Silvana; Marco, Nina (30 de novembro de 2023). «Presupuesto en cambio climático del gobierno central en Bolivia». Revista Latinoamericana de Desarrollo Económico (em espanhol) (40): 117–147. ISSN 2074-4706. doi:10.35319/lajed.202340289. Consultado em 29 de abril de 2025
33. ↑  «PRESENTACIÓN – APMT» (em espanhol). Consultado em 28 de abril de 2025
34. ↑  Política Plurinacional de Cambio Climático (PDF) (em espanhol). La Paz, Bolívia: Autoridad Plurinacional de la Madre Tierra. 2023
35. ↑  «Quienes Somos». F.P.S. (em espanhol). Consultado em 29 de abril de 2025
36. ↑  «FPS inicia obras de mejoramiento del sistema de riego fase II en Tarija». F.P.S. (em espanhol). Consultado em 29 de abril de 2025
37. ↑  Miranda, Juan Gabriel Rodriguez (27 de agosto de 2024). «Fonabosque Cierra la Convocatoria II/2024 con 16 Proyectos Presentados». FONABOSQUE (em espanhol). Consultado em 29 de abril de 2025
38. 1 2  «Bolivia asegura financiamiento climático para proyectos de desarrollo sostenible». Los Tiempos (em espanhol). 3 de novembro de 2024. Consultado em 28 de abril de 2025
39. ↑  «Posición Boliviana frente al cambio climático» (PDF). Comisión Económica para América Latina y el Caribe (em espanhol). Banco de Desarrollo Productivo. Outubro de 2019. Consultado em 28 de abril de 2025
40. ↑  «Se diseña proyecto que conecta finanzas y cambio climático para impulsar ecoeficiencia en Bolivia». UNDP (em espanhol). Consultado em 28 de abril de 2025
41. ↑  «Programa de Finanzas Sostenibles» (PDF). Banco de Desarrollo Productivo (em espanhol). Consultado em 5 de maio de 2025
42. ↑  «Finanzas Sostenibles» (PDF). BBV. Outubro de 2020. Consultado em 5 de maio de 2025
43. ↑  «Finanzas Sostenibles - Bonos Tematicos». BBV (em espanhol). Consultado em 5 de maio de 2025
44. 1 2 3  Funes, Dennis; Jimenez, Marcelo Arroyo; Taquiguchi, Jose Jimenez (30 de novembro de 2023). «Oportunidades para el financiamiento climático en Bolivia». Revista Latinoamericana de Desarrollo Económico (em espanhol) (esp): 131–171. ISSN 2309-9038. doi:10.35319/lajed.2023esp309. Consultado em 28 de abril de 2025
45. ↑  «Bolivia propone programas de financiamiento para luchar contra el cambio climático - SELA» (em espanhol). Consultado em 28 de abril de 2025
46. 1 2  Czaplicki, Stasiek (16 de janeiro de 2024). «Desvelando los mitos sobre el financiamiento climático en Bolivia: ¿necesitamos más financiamiento externo y sin condiciones?». Revista Nómadas (em espanhol). Consultado em 28 de abril de 2025
47. ↑  «Bolivia (Plurinational State of)». Green Climate Fund (em inglês). 2 de junho de 2022. Consultado em 5 de maio de 2025. Cópia arquivada em 5 de maio de 2025
48. ↑  «Bolivia impulsa la resiliencia climática vial con apoyo del Banco Mundial». World Bank (em espanhol). Consultado em 28 de abril de 2025
49. 1 2  «Overview - results». World Bank (em inglês). Consultado em 5 de maio de 2025
50. ↑  «Bolivia». Global Environment Facility (em inglês). 31 de março de 2021. Consultado em 5 de maio de 2025. Cópia arquivada em 5 de maio de 2025
51. ↑  Relatório anual de 2023 (PDF). [S.l.: s.n.] 2024. p. 62
52. ↑  «Bolivia». GIZ (em inglês). Consultado em 5 de maio de 2025
53. 1 2  «GIZ de Alemania financiará con 5 millones de euros el proyecto de fortalecimiento de la transición energética en Bolivia». Ministerio de Hidrocarburos y Energías (em espanhol). 28 de junho de 2024. Consultado em 28 de abril de 2025
54. ↑  «EUROCLIMA Bolivia - CIMA Research Foundation» (em inglês). 28 de novembro de 2024. Consultado em 5 de maio de 2025
55. ↑  Espinoza, Santiago (20 de maio de 2022). «Apesar de grande potencial, Bolívia enfrenta desafios para avançar com energia solar». Dialogue Earth. Consultado em 6 de maio de 2025
56. ↑  «Bolivia invirtió Bs 9.951 millones en electricidad y energías renovables entre 2021 y 2024». Ministerio de Hidrocarburos y Energías (em espanhol). 27 de fevereiro de 2025. Consultado em 5 de maio de 2025
57. 1 2 3 4 5 6 7  «Progreso de las metas de las Contribuciones Nacionalmente Determinadas (CND/NDC) 2021-2030, en el marco del Primer Balance Global (Global Stocktake-GST)» (PDF). Autoridad Plurinacional de la Madre Tierra (em espanhol). 12 de junho de 2024. Consultado em 29 de abril de 2025
58. 1 2  Broussard, Elodie (18 de fevereiro de 2022). «El OIEA apoya un estudio de las reservas de agua en los humedales de Bolivia en el contexto de deshielo de los glaciares». www.iaea.org (em espanhol). Consultado em 28 de abril de 2025
59. ↑  «Inauguración del Sistema de Bombeo Solar en la Comunidad de Icarana: un Avance Hacia la Sostenibilidad Hídrica – APMT». Autoridad Plurinacional de la Madre Tierra (em espanhol). 1 de abril de 2025. Consultado em 29 de abril de 2025
60. ↑  «2.5 million euros for forests and climate change in Bolivia». Euroclima (em inglês). 27 de fevereiro de 2019. Consultado em 5 de maio de 2025
61. ↑  «Bolivia declara la emergencia nacional por los incendios | Ya se quemaron casi 4 millones de hectáreas». PAGINA12 (em espanhol). 9 de setembro de 2024. Consultado em 6 de maio de 2025
62. ↑  «Bolívia fortalece a resiliência das áreas úmidas do altiplano andino com o programa». 4 de outubro de 2024. Consultado em 5 de maio de 2025
63. ↑  Czaplicki, Stasiek (14 de dezembro de 2023). «Bolivia: baja aún más el presupuesto para enfrentar la creciente crisis de agua» (em espanhol). Consultado em 6 de maio de 2025
64. ↑  Torre, Humberto De la (28 de junho de 2024). «El acceso a fuentes de financiamiento climático requiere proyectos técnicamente robustos y diseños que atraigan inversión - MHE». MHE (em espanhol). Consultado em 28 de abril de 2025
65. ↑  «Foro Transición Energética Bolivia 2050 contribuirá a construir políticas de largo plazo - MHE». MHE (em espanhol). 26 de junho de 2024. Consultado em 28 de abril de 2025
66. ↑  «A Bolívia impulsionará a transição energética com um investimento de mais de Bs 5,9 bilhões em 2025». BNamericas. 28 de abril de 2025. Consultado em 28 de abril de 2025